# فارمان إف 220
فارمان إف 220  (بالإنجليزية: Farman F.220)‏ هي قاذفة قنابل، بأربعة محركات. أنتجت في 1935 بفرنسا. من صناعة فارمان للطائرات. كان أول طيران لها في 26 مايو 1932. صنع منها 80 طائرة.